# Flor O’Mahony
Florence (Flor) O’Mahony (ur. 6 stycznia 1946 w Dublinie, zm. 28 lipca 2023) – irlandzki polityk i konsultant, senator, od 1983 do 1984 poseł do Parlamentu Europejskiego I kadencji.

## Życiorys
Z wykształcenia ekonomista. Zaangażował się w działalność polityczną w ramach Partii Pracy. Od 1973 do 1977 doradzał Brendanowi Corishowi, a następnie kolejnemu liderowi labourzystów Frankowi Cluskeyowi. W latach 1981–1987 zasiadał w Seanad Éireann XV, XVI i XVII kadencji. Bez powodzenia startował w wyborach do Dáil Éireann w 1969, 1973, 1982, 1987 i 1989. W 1979 kandydował doParlamentu Europejskiego. Mandat uzyskał 2 marca 1983 po rezygnacji Johna Horgana, przystąpił do frakcji socjalistycznej.
Później został m.in. wykładowcą europeistyki w Institute of Public Administration, działającego w ramach National University of Ireland, oraz członkiem think tanku Institute of International and European Affairs. Zajął się także działalnością jako konsultant oraz lobbysta na rzecz branży tytoniowej, objął funkcję dyrektora Irish Tobacco Manufacturers Advisory Committee. Wypowiadał się jako przeciwnik prawa ograniczającego palenie papierosów w miejscu pracy.